# 比拿利·史拉雲
比拿利·史拉雲（Bernie Slaven，1960年11月13日於蘇格蘭出生），愛爾蘭人，前足球運動員。

## 生涯
史拉雲球員生涯曾効力、艾迪爾人、南部皇后、艾比安流浪，以至英格蘭的米杜士堡、達寧頓及。球員生涯高峰期乃於1985年10月以25,000英鎊從蘇格蘭球會艾比安流浪轉會至米杜士堡。效力米杜士堡期間上陣381場比賽，取得146個入球。他被喻為八十年代後期至九十年代初米杜士堡的最佳前鋒球員。
1993年4月轉會，翌年轉投達寧頓，多踢一季後宣佈退役。
他代表過愛爾蘭國家足球隊上陣7次有1個入球，包括1990年世界盃外圍賽。